# Stop Soros törvénycsomag
A Stop Soros törvénycsomag a harmadik Orbán-kormány által 2018-ban előkészített, három törvényjavaslatból álló törvénycsomag, amelyet a Kormány nyilvánosságra hozott, a 2018-as magyarországi országgyűlési választás előtt. Bár  az Országgyűlés 2018 februárjában tárgyalta a törvénycsomagot, annak elfogadásáról a választás után megalakult Országgyűlés döntött.

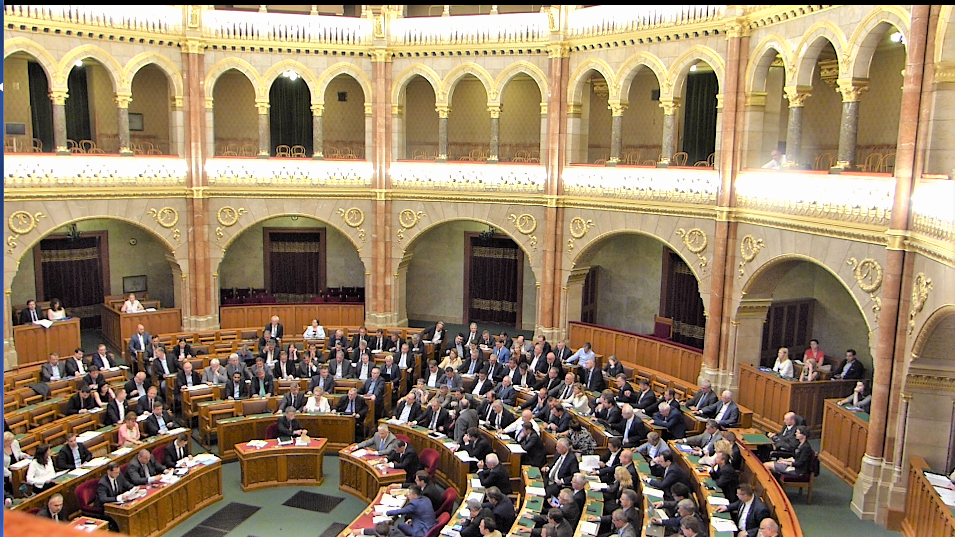
Szavazás a Stop Soros törvénycsomag összegző módosítás minősített többséget igénylő 2. pontja elfogadásáról

## Előzményei
A törvénycsomag kidolgozását a kormány élénk kampánya előzte meg, melynek főleg az úgynevezett „Soros-terv” volt a témája. Az Országgyűlés elfogadta a külföldről támogatott szervezetek átláthatóságáról szóló 2017. évi LXXVI. törvényt (szokásos rövidítése: Ktsztv.), amely egy nyilvántartás vezetését teszi kötelezővé.
2018 februárjában az Országgyűlés tárgyalta a nyilvánosságra hozott törvénycsomagot, amellyel szemben mind külföldről, mind belföldről kritikák is érkeztek.

## A csomag részei
A csomag részei – elfogadásuk esetén – önállóan számozott törvények lesznek.
- A  Törvény az illegális migrációt támogató szervezetek társadalmi felelősségvállalásáról
- B  Törvény a bevándorlási finanszírozási illetékről
- C  Törvény az idegenrendészeti távoltartásról[5]

## A törvénycsomag elfogadása

### Stop Soros
Az Országgyűlés 2018. június 20-án megszavazta az alaptörvény hetedik módosítását. Az alaptörvény kiegészült többek között az illegális bevándorlás elleni küzdelemmel. Ugyanezen a napon megszavazta a Stop Soros törvényt, mely bünteti azokat, akik illegálisan érkezetteknek segítenek menedékjogi eljárást kezdeményezni vagy tartózkodási jogcímet szerezni.
A törvény önellentmondásos, hiszen csak a kérelem elbírálása után derül ki, hogy jogszerűen tartózkodik-e az illető Magyarországon, vagy olyan helyről jött-e, ahol  nem jogosult politikai menedékjogot kérni. Ráadásul az ENSZ menekültügyi egyezménye kötelezővé teszi a csatlakozó országok számára, hogy illegálisan érkezők is benyújthassák a menedékkérelmüket, hiszen sokszor az életüket mentve lépnek illegálisan másik ország területére. Ezen felül egyedi elbírálás alapján olyanok is kérhetnek menedékstátust, akik nem háborús övezetből jöttek (hanem pl. politikai vagy vallási üldöztetésnek vannak kitéve).
A Helsinki Bizottság és a Soros György alapította Nyílt Társadalom Alapítvány a magyar Alkotmánybírósághoz és a Strasbourgi Bírósághoz fordult a törvény miatt, az Európai Bizottság pedig kötelezettségszegési eljárást indított Magyarország ellen. A kormány úgy nyilatkozott, hogy „Magyarország nem vonja vissza a jogszabályokat, amelyek az országot és Európát védik.”

### Bevándorlási különadó
A törvényjavaslatot a Varga Mihály pénzügyminiszter nyújtotta be 2018. június 19-én. Július 20-án fogadták el, és 25-én hirdették ki (2018. évi XLI. törvény).

## Kritika

### Velencei Bizottság
A Velencei Bizottság szerint a törvénycsomag sérti a szólásszabadságot és az egyesülési szabadságot, ezért hatályon kívül kell helyezni.

### Egyesült Nemzetek Szervezete
Az ENSZ szervezete 2018-ban felszólította a kormányt, hogy vonja vissza a törvényjavaslat-csomagot.

### Az Európai Unió Bírósága
Az Európai Unió Bírósága 2021 novemberében jogellenesnek találta a törvénycsomagot.